# Lepidorbitoides
Lepidorbitoides es un género de foraminífero bentónico de la subfamilia Lepidorbitoidinae, de la familia Lepidorbitoididae, de la superfamilia Orbitoidoidea, del suborden Rotaliina y del orden Rotaliida. Su especie tipo es Orbitoides socialis. Su rango cronoestratigráfico abarca desde el Campaniense hasta el Maastrichtiense (Cretácico superior).

## Clasificación
Lepidorbitoides incluye a las siguientes especies:
- Lepidorbitoides asymmetrica †
- Lepidorbitoides bisambergensis †
- Lepidorbitoides blandfordi †
- Lepidorbitoides campaniensis †
- Lepidorbitoides estrellae †
- Lepidorbitoides floridensis †
- Lepidorbitoides inermis †
- Lepidorbitoides inornata †
- Lepidorbitoides mamillata †
- Lepidorbitoides minima †
  - Lepidorbitoides minima pembergeri †
- Lepidorbitoides minor †
- Lepidorbitoides nortoni †
- Lepidorbitoides paronai †
- Lepidorbitoides polygonalis †
- Lepidorbitoides polygonota †
- Lepidorbitoides rocialis †
- Lepidorbitoides socialis †
- Lepidorbitoides silvestri †
- Lepidorbitoides tibetica †
- Lepidorbitoides tschoppi †

Otra especie considerada en Lepidorbitoides es:
- Lepidorbitoides minuscula †, de posición genérica incierta

En Lepidorbitoides se han considerado los siguientes subgéneros:
- Lepidorbitoides (Asterorbis), aceptado como género Asterorbis
- Lepidorbitoides (Cryptasterorbis), considerado como género Cryptasterorbis y como subgénero de Asterorbis: Asterorbis (Cryptasterorbis), y aceptado como Asterorbis
- Lepidorbitoides (Orbitocyclina), aceptado como género Orbitocyclina
- Lepidorbitoides (Orbitocyclinoides), considerado como género Orbitocyclinoides y como subgénero de Orbitocyclina: Orbitocyclina (Orbitocyclinoides),